# 圣教书局旧址
圣教书局旧址位于中国福建省厦门市鼓浪屿，是全国重点文物保护单位鼓浪屿近代建筑群的子项目之一。
1844年，基督教伦敦公会教士施约翰夫妇来鼓浪屿传教，组织“英国圣书公会”，后来归“三公会”管理，这是闽南圣教书局的前身。1815年，美国传教士马礼逊在马六甲的英华书院开始研究并在当地闽南华侨中推行白话字。1850年，美国传教士打马字在鼓浪屿向教徒推广白话字，用以教学《圣经》等作品。1908年圣教书局开办，1932年搬到现址。建筑三层，外墙为清水红砖墙，造型简约。